# アウランガーバード空港
アウランガーバード空港 (アウランガーバードくうこう、マラーティー語:औरंगाबाद विमानतळ、英語:Aurangabad Airport) は、インド・マハーラーシュトラ州のアウランガーバードにある空港。チカルサーナ空港(Chikkalthana Airport)とも呼ばれる。

## 概要
市中心部から約6km、アウランガーバード駅から約9kmの距離にある。近郊にエローラ石窟群とアジャンター石窟群の2つの世界遺産を擁する。

## 市内へのアクセス
- バスや鉄道などは無いので、タクシーもしくはオート・リクシャーを利用する。市中心部まで250 - 300ルピーほど。

## 就航航空会社と就航都市

### 国内線
| 航空会社         | 就航地                                                 |
| ---------------- | ------------------------------------------------------ |
| エア・インディア | デリー、ムンバイ、ウダイプル                           |
| IndiGo           | デリー、ムンバイ、バンガロール、ハイデラバード         |
| スパイスジェット | デリー、バンガロール、ハイデラバード、アフマダーバード |
| TruJet           | ハイデラバード、アフマダーバード                       |